# المدرسة الكبرى الفرنسية اللبنانية
```
المدرسة الكبرى الفرنسية اللبنانية
 
(
بالإنجليزية
: 
Grand Lycée Franco-Libanais
)‏
 هي مدرسة فرنسية في حي 
الأشرفية
 في 
بيروت
، وقد تأسست عام 1909 على يد 
بعثة اللغة الفرنسية
،
[
1
]
 تُعد المدرسة هي الرائدة للمدارس الفرنسية في 
لبنان
.
[
2
]
```

كانت تقع في البداية في حي سوديكو بالقرب من وسط بيروت، وانتقلت بعد ذلك إلى شارع بني عساف بالقرب من السفارة الفرنسية وجامعة القديس يوسف في حي بدارو، تحتوي GLFL على عشرة مباني، تم تصميم خمسة منها من قبل المخطط الفرنسي ميشال أكوشاغ الذي أضاف أيضًا ملعبًا رياضيًا جديدًا في شارع دمشق: "Le stade de Chayla".

## التاريخ
منذ ما يزيد قليلاً عن قرن من الزمان، شقت المدرسة الكبرى طريقها عبر التاريخ اللبناني الحديث، وتمثل الحرب الأهلية اللبنانية التي بدأت في عام 1975 أخطر أزمة واجهتها المدرسة الفرنسية الكبرى على الإطلاق، وقد تضررت المباني بشدة وبسبب قربها من الخط الأخضر كان الوصول إليها صعباً، لكن منذ عام 1996 حتى عام 2003 أجرت المدرسة الكبرى تجديدات شاملة حيث تم إعادة تأهيل جميع المباني «التي بناها أكوشاغ» وبناء مبانٍ جديدة، وتم افتتاح ملعب "Stade du Chayla" في 25 مارس 2005 بينما تم تجديده في عام 2018.

## المنظمة
برايس ليثير هو مدير المدرسة الكبرى منذ أغسطس 2016، تقدم المدرسة دروسًا لأكثر من 3600 طالب، ولا تزال تعد المؤسسة الرائدة في منظمة مهمة المواطن الفرنسي (Mission Laïque Française) وتدير مدارسها الثمانية المنشأة في لبنان.
تشمل أقسام المدارس 3 مكتبات يمكن للطلاب من خلالها العثور على شبكة من أجهزة الكمبيوتر المخصصة للموارد التعليمية، بالإضافة إلى 27000 كتاب ومحفوظات أدبية بما في ذلك الصحف والروايات والمجلات، كما تتوفر مكتبة ثانوية تُعرف باسم BCD للطلاب الأصغر سنًا.
وبعبور الشارع يضم العلامة التجارية الجديدة Stade du Chayla ملعبًا للمضمار والميدان جنبًا إلى جنب مع ملاعب التنس وكرة الريشة وكرة السلة وكرة القدم المصغرة، ويشمل المبنى تنس الطاولة وقاعات للاسكواش بالإضافة إلى حمام سباحة داخلي.

## خريجون متميزون
- مروان حمادة وزير الاتصالات والاقتصاد والتجارة والصحة
- جبران تويني رئيس تحرير صحيفة النهار وعضو البرلمان
- فارس سويد الأمين العام لتحالف 14 آذار وعضو البرلمان
- سمير قصير صحفي
- نسيم نقولا طالب مؤلف كتاب البجعة السوداء

## روابط خارجية
- الموقع الرسمي لـ المدرسة الكبرى (الفرنسية)
- مجتمع الخريجين الرسمي